# Agwa de Bolivia
 (juillet 2021).

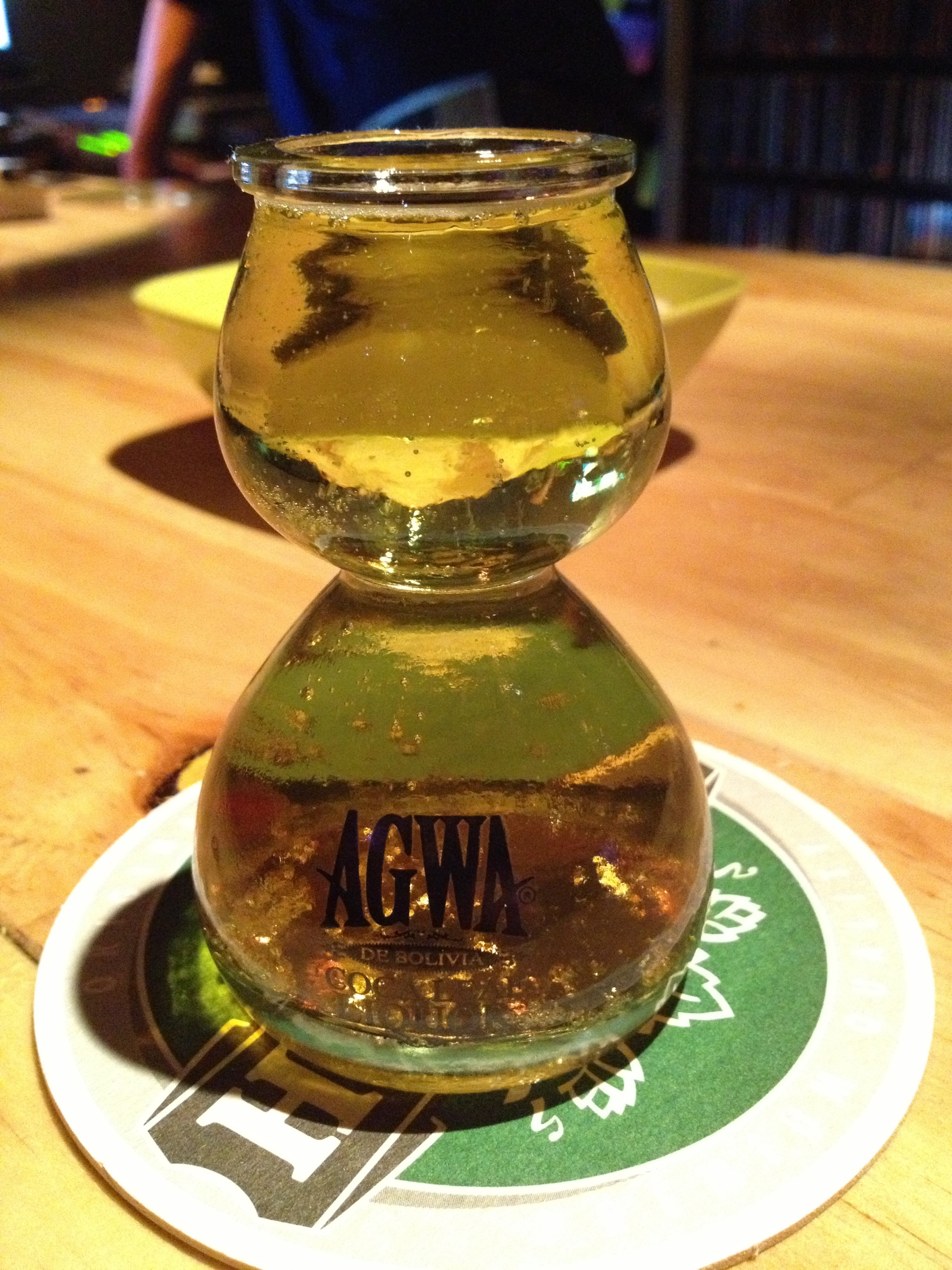
Agwa dans un bar d'Itaewon, Séoul.

Agwa de Bolivia (généralement abrégée AGWA) est une liqueur à base de plantes fabriquée avec des feuilles de coca boliviennes et 37 autres herbes et plantes naturelles, dont le thé vert, le ginseng et le guarana, distillée et produite à Amsterdam par BABCO Europe Limited. La feuille de coca contenue dans la boisson, comme dans le Coca-Cola, est débarrassée des alcaloïdes de la cocaïne pendant la production et ne contient aucune drogue.

## Histoire
La marque AGWA revendique un héritage de longue date qui honore les liqueurs traditionnelles boliviennes à base de feuilles de coca, dont la première a été produite par la famille De Medici à Bologne en 1820, mais auparavant, la feuille de coca était utilisée depuis des milliers d'années par la population indigène d'Amérique du Sud. Ces anciennes variantes de la liqueur ont été appréciées par de nombreuses personnes dans des récits anecdotiques, y compris Rudyard Kipling, qui a décrit la boisson comme étant faite « à partir des rognures et des copeaux d'ailes d'anges ». L'AGWA elle-même prétend s'appuyer sur cette longue tradition de liqueur infusée à la feuille de coca.

## Production
Les feuilles utilisées pour la production de l'AGWA sont cueillies à 2000 mètres au-dessus du niveau de la mer dans les Andes. Les feuilles sont ensuite expédiées sous bonne garde jusqu'à Amsterdam, où elles sont distillées à une teneur de 78-88% alc./vol. et 36 autres éléments botaniques sont ajoutés. Ce distillat est ensuite réduit à 30 % de degré d'alcool.

## Légalité
L'Agwa de Bolivia a été approuvé pour la consommation par la commission des stupéfiants de l'Union européenne, la Food and Drug Administration américaine et le TTB (Homeland Security Finished Liquid and Label)

## Musée
L'AGWA joue également un rôle important dans le musée de la feuille de coca à Amsterdam, qui traite de l'histoire de la feuille de coca, de son utilisation dans les rituels anciens à son utilisation moderne dans le commerce illégal de la drogue.

## Récompenses
- 2009 : Médaille d'argent (meilleur de sa catégorie) dans la catégorie des liqueurs à base de plantes aux International Wine and Spirit Awards[8].
- 2011 : Médaille d'argent dans la catégorie des liqueurs à base de plantes à la San Francisco World Spirits Competition[9].